# Saint-Bonnet-de-Bellac
Pour les articles homonymes, voir Saint-Bonnet (homonymie).
Saint-Bonnet-de-Bellac (Sent Bonèt de Belac en occitan) est une commune française située dans le département de la Haute-Vienne, en région Nouvelle-Aquitaine.

## Géographie

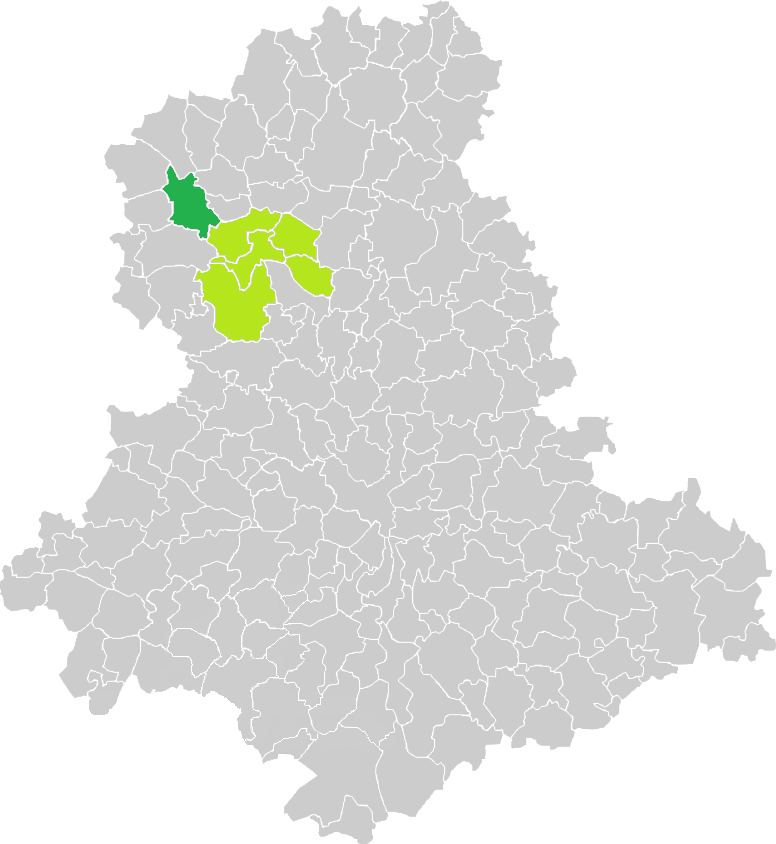
Situation de la commune de Saint-Bonnet-de-Bellac en Haute-Vienne.

### Communes limitrophes
|                        | Val-d'Oire-et-Gartempe | Saint-Sornin-la-Marche |
| Saint-Martial-sur-Isop | Saint-Bonnet-de-Bellac | La Croix-sur-Gartempe  |
|                        | Val d'Issoire          | Peyrat-de-Bellac       |

### Hydrographie
Le territoire communal est arrosé par la rivière Gartempe. Le ruisseau de Sagne coule au sud-est de la commune.
Le ruisseau de la Planche de Saint-Bonnet-de-Bellac s'écoule à l'entrée du village, sous un pont de la nationale et se jette dans la Gartempe, à côté du moulin du Breuil.

### Climat
Pour des articles plus généraux, voir Climat de la Nouvelle-Aquitaine et Climat de la Haute-Vienne.
Historiquement, la commune est exposée à un climat océanique limousin.  
En 2020, Météo-France publie une typologie des climats de la France métropolitaine dans laquelle la commune est exposée à un climat océanique altéré et est dans la région climatique  Poitou-Charentes, caractérisée par un bon ensoleillement, particulièrement en été et des vents modérés.
Pour la période 1971-2000, la température annuelle moyenne est de 11,5 °C, avec une amplitude thermique annuelle de 15,1 °C. Le cumul annuel moyen de précipitations est de 884 mm, avec 12,7 jours de précipitations en janvier et 7,2 jours en juillet. Pour la période 1991-2020, la température moyenne annuelle observée sur la station météorologique la plus proche, située sur la commune du Dorat à 11 km à vol d'oiseau, est de 12,0 °C et le cumul annuel moyen de précipitations est de 912,7 mm,. Pour l'avenir, les paramètres climatiques de la commune estimés pour 2050 selon différents scénarios d'émission de gaz à effet de serre sont consultables sur un site dédié publié par Météo-France en novembre 2022.

## Urbanisme

### Typologie
Au 1er janvier 2024, Saint-Bonnet-de-Bellac est catégorisée commune rurale à habitat très dispersé, selon la nouvelle grille communale de densité à sept niveaux définie par l'Insee en 2022.
Elle est située hors unité urbaine. Par ailleurs la commune fait partie de l'aire d'attraction de Bellac, dont elle est une commune de la couronne,. Cette aire, qui regroupe 11 communes, est catégorisée dans les aires de moins de 50 000 habitants,.

### Occupation des sols
L'occupation des sols de la commune, telle qu'elle ressort de la base de données européenne d’occupation biophysique des sols Corine Land Cover (CLC), est marquée par l'importance des territoires agricoles (83 % en 2018), une proportion sensiblement équivalente à celle de 1990 (83,8 %). La répartition détaillée en 2018 est la suivante : 
prairies (72,3 %), forêts (16,3 %), zones agricoles hétérogènes (9,3 %), terres arables (1,4 %), zones urbanisées (0,8 %). L'évolution de l’occupation des sols de la commune et de ses infrastructures peut être observée sur les différentes représentations cartographiques du territoire : la carte de Cassini (XVIIIe siècle), la carte d'état-major (1820-1866) et les cartes ou photos aériennes de l'IGN pour la période actuelle (1950 à aujourd'hui).

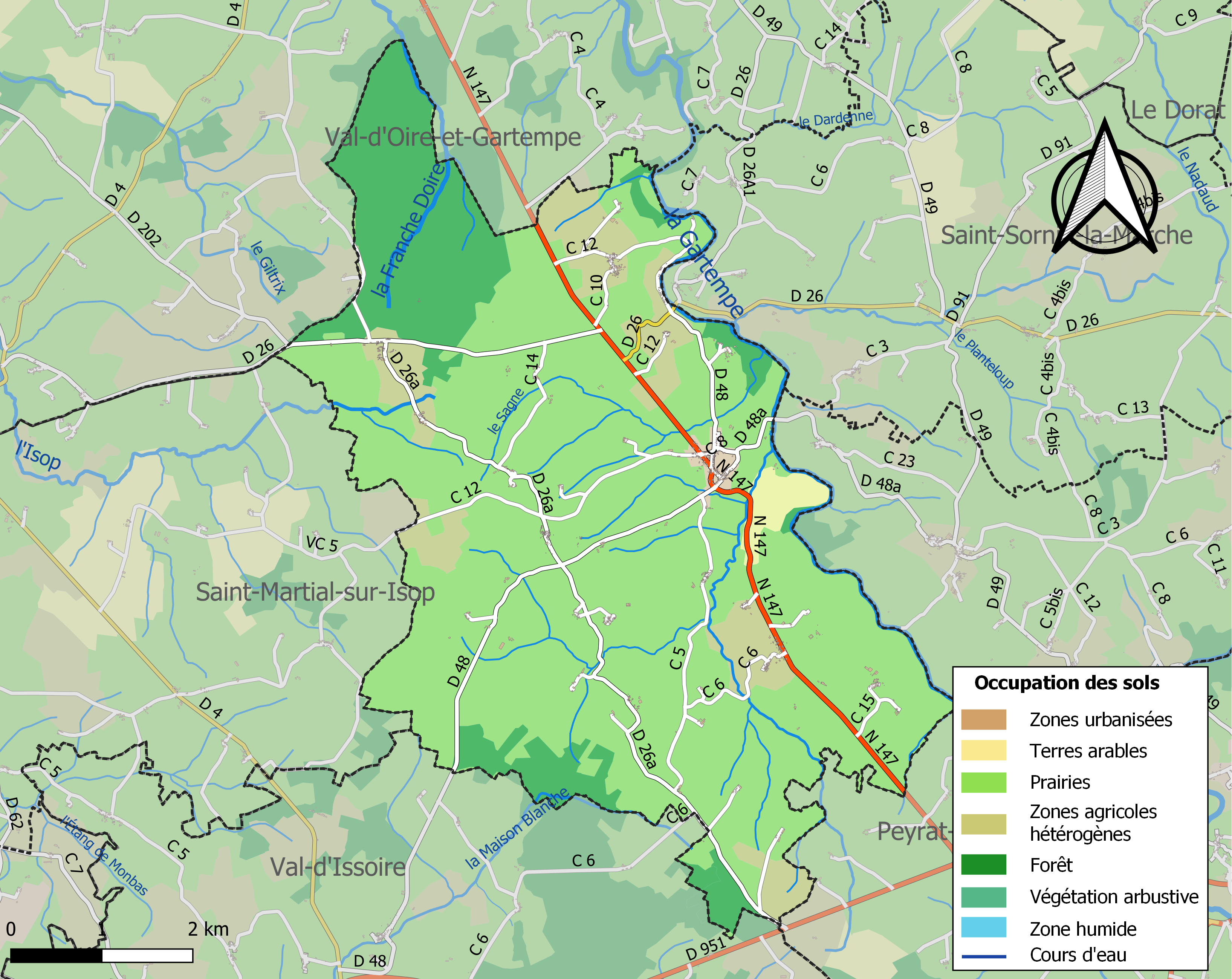
Carte des infrastructures et de l'occupation des sols de la commune en 2018 (CLC).

### Risques majeurs
Le territoire de la commune de Saint-Bonnet-de-Bellac est vulnérable à différents aléas naturels : météorologiques (tempête, orage, neige, grand froid, canicule ou sécheresse), inondations et séisme (sismicité faible). Il est également exposé à deux risques technologiques,  le transport de matières dangereuses et la rupture d'un barrage, et à un risque particulier : le risque de radon. Un site publié par le BRGM permet d'évaluer simplement et rapidement les risques d'un bien localisé soit par son adresse soit par le numéro de sa parcelle.

#### Risques naturels
Certaines parties du territoire communal sont susceptibles d’être affectées par le risque d’inondation par débordement de cours d'eau, notamment l'Isop, la Franche Doire et la Gartempe. La commune a été reconnue en état de catastrophe naturelle au titre des dommages causés par les inondations et coulées de boue survenues en 1982, 1988 et 1999,. Le risque inondation est pris en compte dans l'aménagement du territoire de la commune par le biais du plan de prévention des risques inondation (PPRI) de la « Vincou/Gartempe », approuvé le 12 octobre 2007.

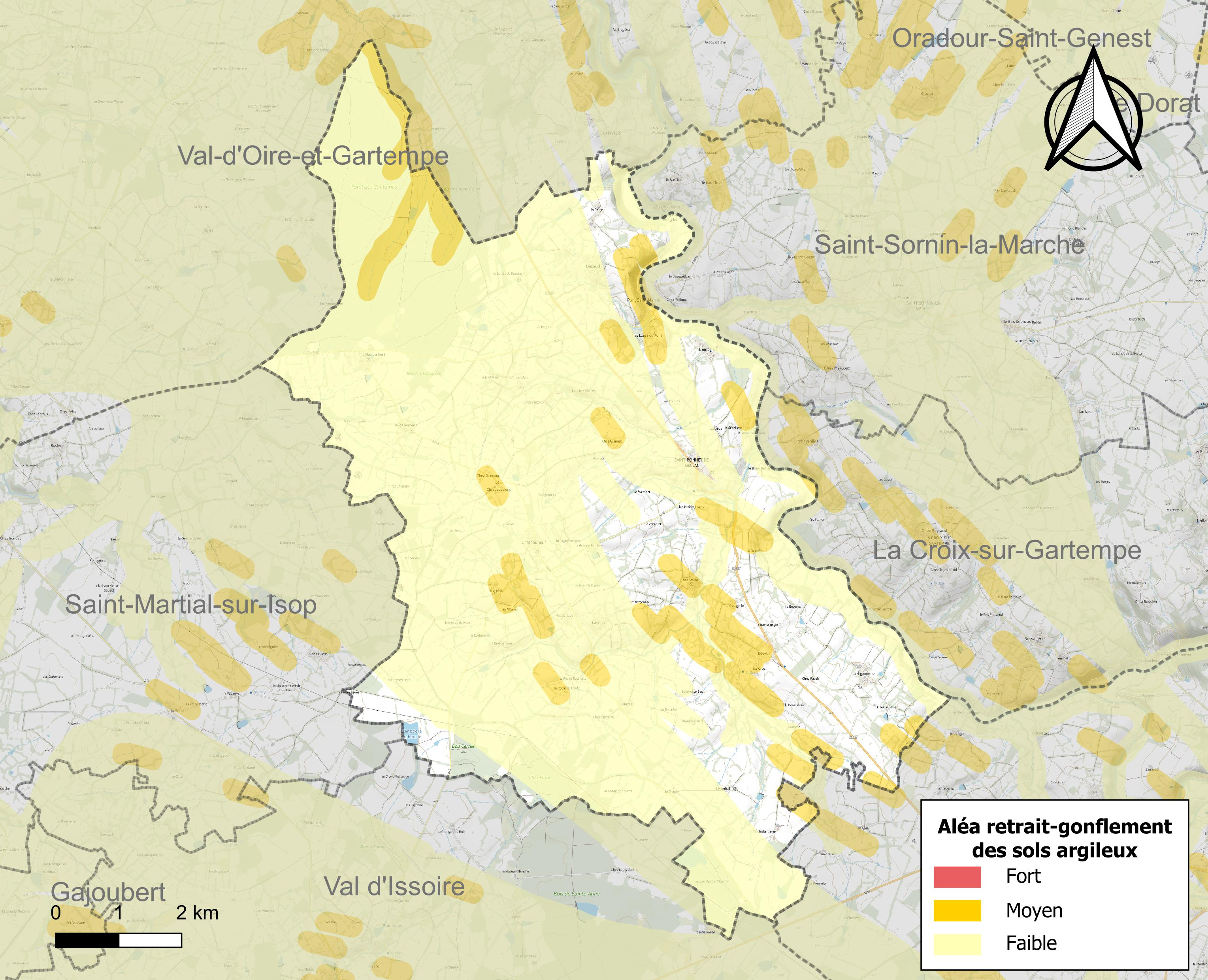
Carte des zones d'aléa retrait-gonflement des sols argileux de Saint-Bonnet-de-Bellac.

Le retrait-gonflement des sols argileux est susceptible d'engendrer des dommages importants aux bâtiments en cas d’alternance de périodes de sécheresse et de pluie. 11,3 % de la superficie communale est en aléa moyen ou fort (27 % au niveau départemental et 48,5 % au niveau national métropolitain). Depuis le 1er octobre 2020, en application de la loi ÉLAN, différentes contraintes s'imposent aux vendeurs, maîtres d'ouvrages ou constructeurs de biens situés dans une zone classée en aléa moyen ou fort,.
La commune a été reconnue en état de catastrophe naturelle au titre des dommages causés par des mouvements de terrain en 1999.

#### Risque technologique
La commune est en outre située en aval du barrage de Saint-Pardoux, un ouvrage de classe A présentant une hauteur d’eau maximale de 56,7 m et une capacité totale de retenue de 57,8 millions de m3. Le PPI a été approuvé le 3 décembre 2008. À ce titre elle est susceptible d’être touchée par l’onde de submersion consécutive à la rupture de cet ouvrage.

#### Risque particulier
Dans plusieurs parties du territoire national, le radon, accumulé dans certains logements ou autres locaux, peut constituer une source significative d’exposition de la population aux rayonnements ionisants. Selon la classification de 2018, la commune de Saint-Bonnet-de-Bellac est classée en zone 3, à savoir zone à potentiel radon significatif.

## Politique et administration
| Période                                  | Période  | Identité           | Étiquette | Qualité |
| ---------------------------------------- | -------- | ------------------ | --------- | ------- |
| mars 2001                                | 2004     | Louis Germaneau    |           |         |
| 2004                                     | En cours | Jean-Claude Boulle |           |         |
| Les données manquantes sont à compléter. |          |                    |           |         |

## Démographie
L'évolution du nombre d'habitants est connue à travers les recensements de la population effectués dans la commune depuis 1793. Pour les communes de moins de 10 000 habitants, une enquête de recensement portant sur toute la population est réalisée tous les cinq ans, les populations de référence des années intermédiaires étant quant à elles estimées par interpolation ou extrapolation. Pour la commune, le premier recensement exhaustif entrant dans le cadre du nouveau dispositif a été réalisé en 2008.

En 2022, la commune comptait 456 habitants, en évolution de −8,06 % par rapport à 2016 (Haute-Vienne : −0,68 %, France hors Mayotte : +2,11 %).
| 1793 | 1800  | 1806  | 1821 | 1831  | 1836  | 1841  | 1846  | 1851  |
| ---- | ----- | ----- | ---- | ----- | ----- | ----- | ----- | ----- |
| 909  | 1 084 | 1 229 | 958  | 1 455 | 1 536 | 1 652 | 1 722 | 1 653 |

| 1856  | 1861  | 1866  | 1872  | 1876  | 1881  | 1886  | 1891  | 1896  |
| ----- | ----- | ----- | ----- | ----- | ----- | ----- | ----- | ----- |
| 1 616 | 1 588 | 1 625 | 1 542 | 1 554 | 1 585 | 1 618 | 1 573 | 1 502 |

| 1901  | 1906  | 1911  | 1921  | 1926  | 1931  | 1936  | 1946  | 1954 |
| ----- | ----- | ----- | ----- | ----- | ----- | ----- | ----- | ---- |
| 1 506 | 1 482 | 1 444 | 1 211 | 1 201 | 1 165 | 1 086 | 1 023 | 870  |

| 1962 | 1968 | 1975 | 1982 | 1990 | 1999 | 2006 | 2008 | 2013 |
| ---- | ---- | ---- | ---- | ---- | ---- | ---- | ---- | ---- |
| 804  | 707  | 640  | 563  | 521  | 517  | 535  | 533  | 504  |

| 2018 | 2022 | - | - | - | - | - | - | - |
| ---- | ---- | - | - | - | - | - | - | - |
| 471  | 456  | - | - | - | - | - | - | - |

## Lieux et monuments
- Église Saint-Bonnet de Saint-Bonnet-de-Bellac.

### Château de Bagnac
Le château actuel a été bâti par le marquis (Antony 1826-1892) et la marquise de Saint-Martin de Bagnac (fervents royalistes légitimistes) sur l'emplacement de l'ancien château du XVe siècle détruit pendant les guerres de religion, où naquit Pierre de Bagnac en 1330, grand cardinal qui fut célébré à Rome. La seule partie du château datant du XIVe siècle est la grosse tour d'angle, coiffée d'une toiture à très forte pente, lors de la reconstruction du château. Ce château fut reconstruit entièrement, alors que l’intention initiale du marquis et de la marquise n'était que de le restaurer. Cependant, après 1875, ce qui semblait être une restauration est devenu une reconstruction. les Bagnac engloutirent des sommes folles dans ce chantier, qui dura plus de 25 ans.
Ayant débuté en 1858, les travaux du château ont été interrompus pendant la guerre de 1870, avant de reprendre en 1875. Tous les plans, dessins de boiseries, ferronneries, sculptures sur pierre ont été réalisés par le marquis et la marquise en personne sur des plans inspirés de Viollet-le-Duc mais non dessinés personnellement par l'architecte. Le château est de style néogothique. Cet édifice fut construit pour réaffirmer une identité, la présence d'un passé glorieux mis à mal par la Révolution. Les époux sachant qu'ils n'auraient pas d'enfants, avaient décidé de léguer ce château au « comte de Chambord », prétendant au trône de France. Celui-ci étant mort trop tôt, le château échut au baron Guy de Salvaing de Boissieu. En 1911, un commandant Laugaudin le mentionne comme résidence dans un almanach de l'époque. Il est en fait le locataire du baron de Boissieu, héritier du château après la mort de la marquise Élise de Préaulx de Bagnac en 1902.
À l'intérieur, on peut remarquer deux très belles cheminées édifiées à partir de miniatures en terre cuite réalisées par la marquise vers 1880 :
- l'une dans le "grand salon", sculptée en pierre blanche représente saint Martin offrant la moitié de son manteau à un malheureux.

Au-dessus de ce salon, le marquis et la marquise avaient prévu une chambre destinée au « comte de Chambord ». Un balcon donnait depuis sa chambre dans la chapelle afin qu'il puisse assister à la messe, mais le « comte de Chambord » ne vint jamais à Bagnac.
- la deuxième, située dans la salle dite de billard représente le combat de Lussac-les-Châteaux, 1369, où le chevalier de Saint-Martin, ancêtre des Bagnac tua de sa main le célèbre général anglais Jean Chandos. Ce sujet en pierre blanche, relevé par des colonnes, traverses, encadrement de granit admirablement sculpté donne à cette cheminée un aspect grandiose et monumental.

Dans le château, on peut aussi voir la chapelle (construite sur le modèle de la Sainte-Chapelle) qui était surmontée d'une flèche. Cette chapelle est dédiée au Sacré-Cœur, à Notre-Dame des sept Douleurs et bien sûr à saint Martin de Tours dont on peut par chance encore observer le patronage sur un vitrail resté par miracle intact. Au-dessus de cette chapelle se trouvait une salle des archives voutée comme la chapelle. En plus de la chapelle, on peut observer la plus haute tour du château dite "la guette". On raconte que depuis son sommet, on peut voir Bellac (hypothèse non vérifiée à ce jour, les escaliers permettant de la gravir ayant été détruits par souci de prudence). Cette tour dit-on fut construite si haute pour que le jour de la restauration d'un roi sur le trône de France, le drapeau blanc puisse être hissé le plus haut possible dans le ciel. Enfin, on peut observer un magnifique escalier (situé derrière la plus grosse tour qui est aussi le donjon primitif de l'ancien château) dont la voûte s'effrite peu à peu sous l'effet du temps.
Enfin, nous noterons que le paysagiste du jardin du château de Bagnac était le célèbre comte de Choulot, qui réalisa aussi dans la région les jardins de M. Leplay au château du Vigen. Le jardin de Bagnac a disparu, lui aussi.

Pourtant inscrit à l'inventaire supplémentaire des monuments historiques depuis le 16 mai 1975, ce château abandonné depuis 1949, après avoir été totalement dépouillé de son mobilier, continue peu à peu de se dégrader.
Ce château unique en son genre en Limousin est un authentique chef-d'œuvre en péril dont la lente destruction doit être arrêtée dès maintenant sinon les dégâts déjà épouvantables deviendront à jamais irréversibles.
Autres faits honteux : le pillage des pierres, des boiseries et des sculptures par des visiteurs malhonnêtes, ainsi que les jets de pierres sur les vitraux.

### Autres éléments
- La fuie (sorte de petit colombier ou pigeonnier) du château de Bagnac situé un peu plus bas dans le champ. Recensé dans l'inventaire de 1747, il a donc plus de 250 ans. Aujourd'hui, il est à l'abandon comme le château.
- La chapelle des Saint-Martin de Bagnac dans le cimetière de Saint-Bonnet-de-Bellac. Particularité : de style néo-roman, elle est l'une des plus grandes appartenant à une famille en Haute-Vienne. De plus, l'entrée de cette chapelle est orientée vers le château de Bagnac.
- Le château de Montagrier.

Une centrale d'éoliennes de six machines de 200 m de haut est en fonction depuis 2019. En partie, elle est située sur la commune de Saint-Martial-sur-Isop.

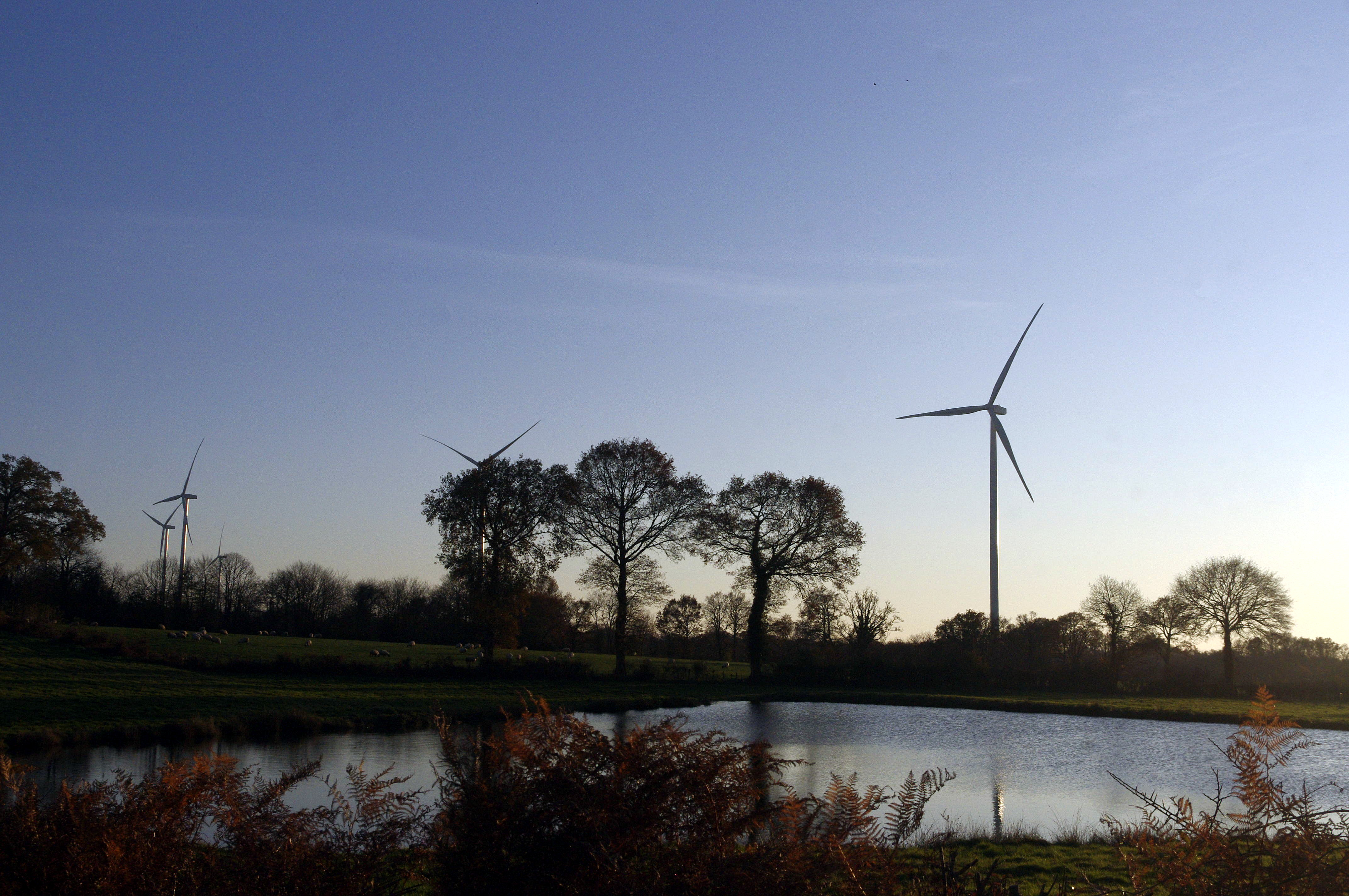
Les éoliennes depuis le hameau Mas du Bost.

## Personnalités liées à la commune
- Pierre de Bagnac (ou Banhack), cardinal de Montmajour, cardinal ;
- Joseph Chérade de Montbron, comte de Montbron (1768-1854), homme politique et écrivain ;
- Le baron Guy de Salvaing de Boissieu, (1871-1954), officier et député ;
- Théodore Lavignère, homme politique.